# Élection présidentielle maldivienne de 2003
L'élection présidentielle maldivienne de 2003 s'est déroulé le 17 octobre 2003 pour élire le président des Maldives.

## Mode de scrutin
Le président des Maldives est élu au suffrage universel. Un candidat est proposé par le Conseil du peuple et approuvé par référendum.